# S:t Aegidii församling
S:t Aegidii församling (S:t Ilians församling) var en församling i Linköpings stift inom Svenska kyrkan i Söderköping. Församlingskyrka var Sankt Egidii kyrka. Kyrkan och församlingen namngavs efter Egidius.

## Administrativ historik
1528 införlivade församlingen i S:t Laurentii församling.

## Kyrkoherdar[3]
| Ämbetstid | Namn             | Levnadstid | Övrigt |
| --------- | ---------------- | ---------- | ------ |
| 1342      | Daniel Laurentii | -1342      |        |
| 1343      | Mathias Ouidi    |            |        |
| 1368      | Hans Hermanni    |            |        |
| 1409      | Germundus        |            |        |
| 1525      | Olavus           |            |        |